# Cmentarz żydowski w Czerwinie
Cmentarz żydowski w Czerwinie – kirkut społeczności żydowskiej niegdyś zamieszkującej Czerwin. Nie wiadomo dokładnie kiedy powstał, być może w XIX wieku. Znajduje się na południe od miejscowości. Obecny stan zachowania jest nieznany.